# Α-ケトイソ吉草酸
α-ケトイソ吉草酸（アルファ-ケトイソきっそうさん、α-Ketoisovaleric acid）は、アミノ酸のバリンの代謝中間体の一つ。IUPAC名は3-メチル-2-オキソブタン酸である。2-オキソ-3-メチルブタン酸とも呼ばれる。
α-ケトイソイソ吉草酸は、分枝アミノ酸トランスアミナーゼ（EC 2.6.1.42）によってバリンから合成され、3-メチル-2-オキソブタン酸デヒドロゲナーゼ（EC 1.2.4.4）によってイソブチリルCoAに変換される。